# Furan-3-carbonsäure
Furan-3-carbonsäure ist eine chemische Verbindung aus der Gruppe der Furanderivate und Carbonsäuren.

## Vorkommen
Furan-3-carbonsäure wurde erstmals 1912 aus der Wurzelrinde von Euonymus atropurpurea von Rogerson isoliert. Sie kommt auch in den Wurzeln der Feuerbohne und der Süßkartoffel vor, die mit dem Pilz Ceratostomella fimbriate infiziert waren, sowie im ätherischen Öl aus Tabakblättern.

## Gewinnung und Darstellung
Furan-3-carbonsäure kann durch Aromatisierung von 3-Trichloracetyl-4,5-dihydrofuran mit N-Bromsuccinimid in Tetrachlorkohlenstoff, gefolgt von einer nukleophilen Verschiebung mit Hydroxiden, Alkoholen und Aminen (z. B. Natriumhydroxid und Benzol) gewonnen werden.
Ebenfalls möglich ist die Synthese durch Reaktion von 3-Furyllithium mit Kohlendioxid, wobei ersteres wiederum durch oxidative Cyclisierung von 2-Butin-1,4-diol gewonnen werden kann.

## Eigenschaften
Furan-3-carbonsäure ist ein weißer Feststoff.

## Verwendung
Furan-3-carbonsäure kann für die Synthese anderer chemischer Verbindungen (wie z. B. Resmethrin) oder von Furan-2,5- und Furan-2,4-dicarbonsäure unter lösungsmittelfreien Bedingungen über eine Disproportionierungsreaktion verwendet werden.